# 弗莱明·梅耶尔
弗莱明·梅耶尔（丹麥語：Flemming Meyer，20世纪—），丹麦男子赛艇运动员。他曾代表丹麦参加世界赛艇锦标赛，获得一枚金牌、二枚银牌和一枚铜牌，均来自男子轻量级八人单桨有舵手项目。